# Vuokko Hovatta

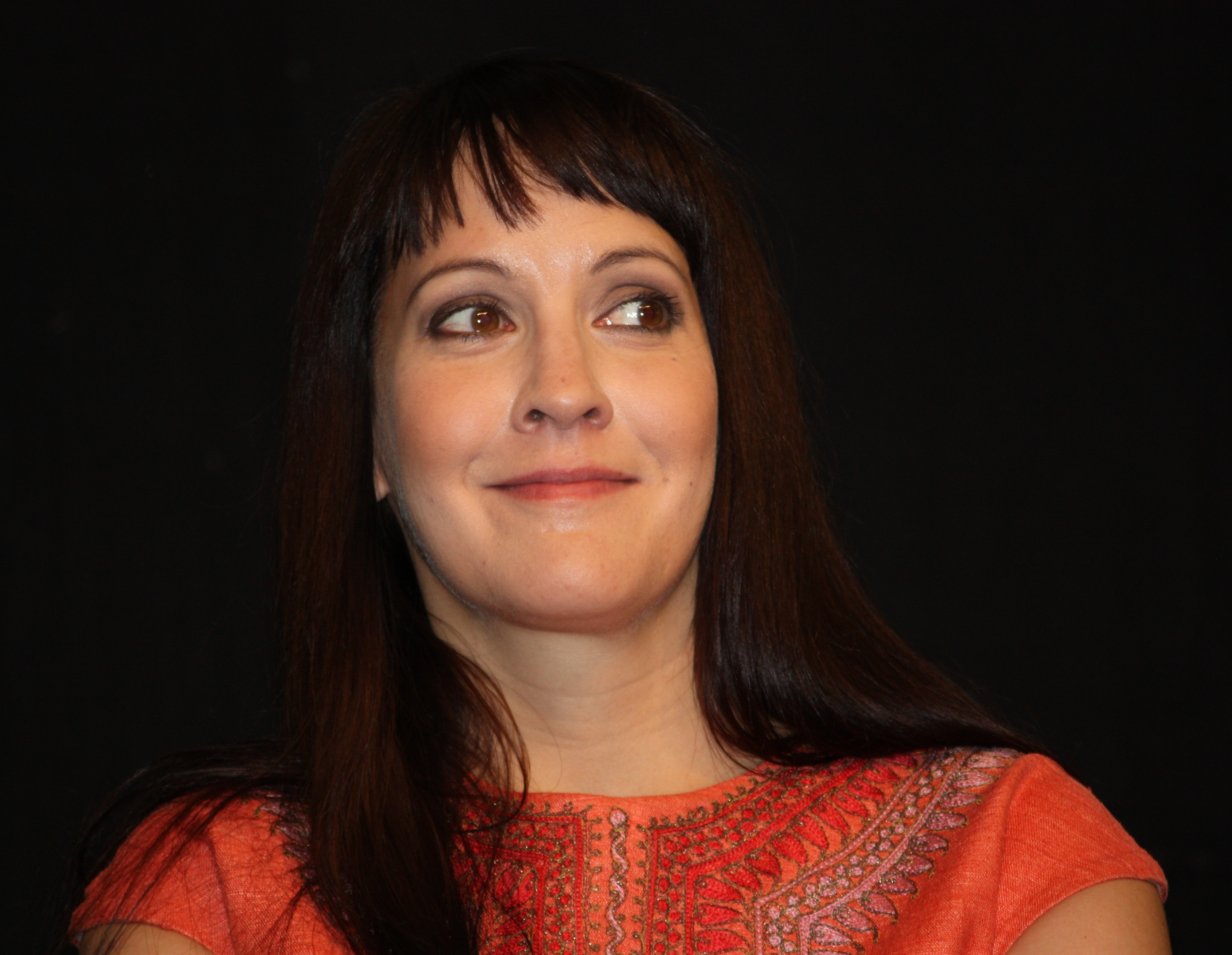
Vuokko Hovatta.

Vuokko Leena Hovatta, född 2 september 1972 i Esbo, är en finsk skådespelerska och sångerska. Hon blev populär på 90-talet när hon sjöng i det finska bandet Ultra Bra. Hon gav ut sitt första soloalbum år 2008. Hovatta arbetar som skådespelerska på Helsingfors stadsteater.

## Musik
När Hovatta var ung, spelade hon fiol och piano. Hon sjöng också i en kör. På 1990-talet studerade hon i fyra år vid Sibelius-Akademin och år 1995 gick hon med i bandet Ultra Bra. När Ultra Bra slutade år 2001, grundade hon bandet Tekniikan Ihmelapset ('Teknikens underbarn'). Bandet gav ut endast en skiva. År 2008 gav Hovatta ut sitt första soloalbum Lempieläimiä ('Favoritdjur') och deltog i Finlands ESC-uttagning med låten "Virginia".

## Film och teater
Vuokko Hovatta avlade magisterexamen i teatervetenskap vid Teaterhögskolan i Helsingfors år 1999. Hon har spelat i flera pjäser i Finlands nationalteater och Helsingfors stadsteater. Hon har också varit med i filmen Vargens hemlighet från 2006.

## Privatliv
Vuokko Hovatta har tre syskon. Hennes far är diplomingenjör och mor är professor vid Karolinska Institutet, stamcellsforskaren Outi Hovatta.
Vuokko Hovata år frånskild. Nuförtiden är hon sambo och har ett barn.

## Diskografi

### Album
- Lempieläimiä (2008)[4]
- Liaani (2010)[5]
- Minä rakastan ikuisesti (2013)[6]